# Свежава (гміна)
Гміна Свежава (пол. Gmina Świerzawa) — місько-сільська гміна у південно-західній Польщі. Належить до Злоторийського повіту Нижньосілезького воєводства.
Станом на 31 грудня 2011 у гміні проживало 7821 особа.

## Площа
Згідно з даними за 2007 рік площа гміни становила 159.48 км², у тому числі:
- орні землі: 63.00%
- ліси: 30.00%

Таким чином, площа гміни становить 27.71% площі повіту.

## Населення
Станом на 31 грудня 2011:
| Опис     | Загалом | Загалом | Чоловіки | Чоловіки | Жінки | Жінки |
| -------- | ------- | ------- | -------- | -------- | ----- | ----- |
| одиниця  | осіб    | %       | осіб     | %        | осіб  | %     |
| все      | 7821    | 100     | 3887     | 49.70    | 3934  | 50.30 |
| міське   | 2411    | 100     | 1166     | 48.36    | 1245  | 51.64 |
| сільське | 5410    | 100     | 2721     | 50.30    | 2689  | 49.70 |

## Сусідні гміни
Гміна Свежава межує з такими гмінами: Болькув, Яновіце-Вельке, Єжув-Судецький, Менцинка, Пельґжимка, Влень, Злотория.